# Zernike (månkrater)
För andra betydelser, se Zernike.
Zernike är en 50 kilometer stor nedslagskrater på månen. Zernike har fått sitt namn efter fysikern Frits Zernike.

## Satellitkratrar
| Zernike | Latitud | Longitud | Diameter |
| ------- | ------- | -------- | -------- |
| T       | 18.5° N | 166.9° Ö | 17 km    |
| W       | 19.6° N | 166.8° Ö | 27 km    |
| Z       | 20.9° N | 168.0° Ö | 30 km    |